# Martyrhilda
Martyrhilda is een geslacht van vlinders van de familie grasmineermotten (Elachistidae).

## Soorten
- M. melanarga (Meyrick, 1913)